# Alawar Entertainment

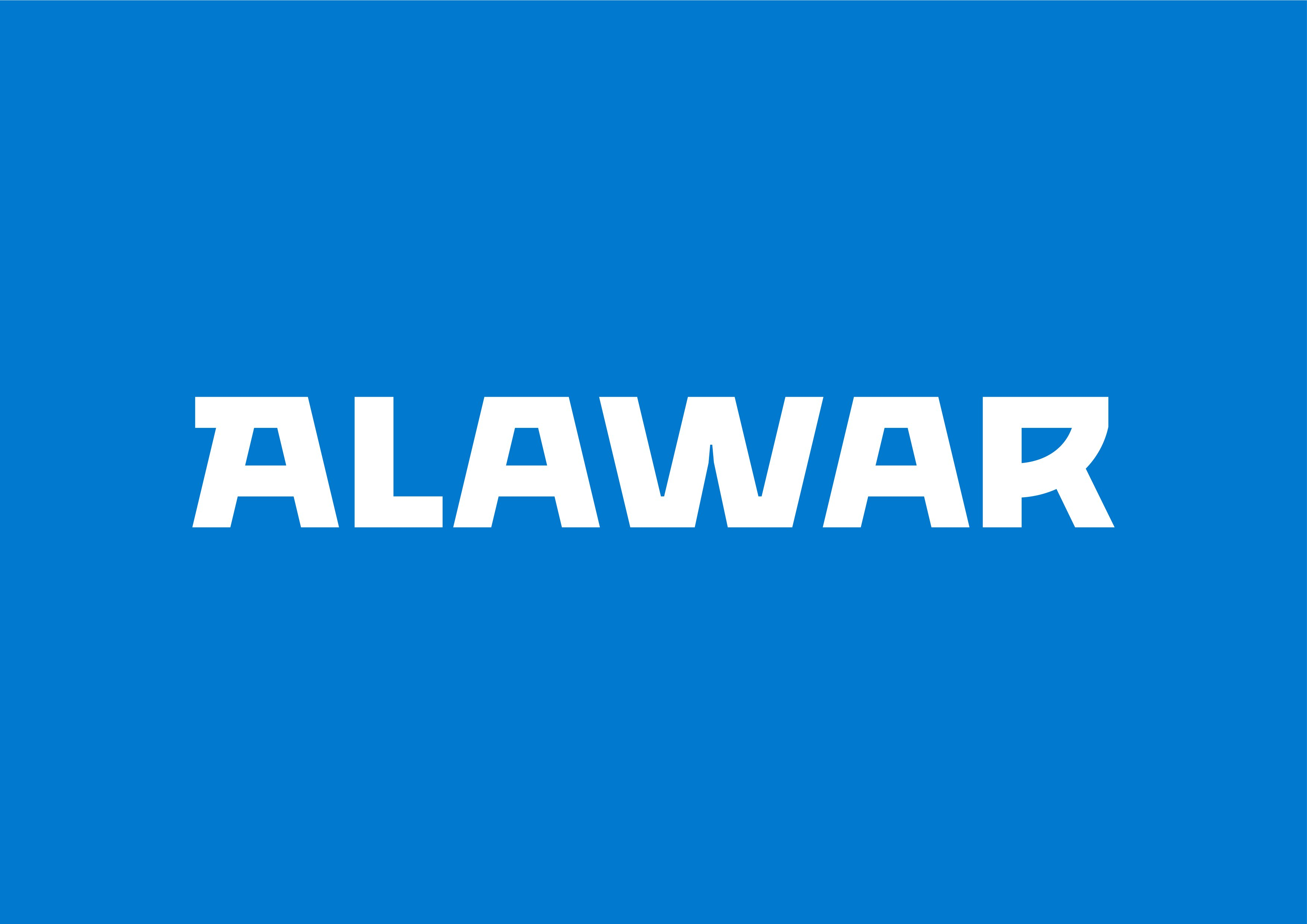
Logo firmy Alawar Entertainment

Alawar jest rosyjskim deweloperem, dystrybutorem i wydawcą gier video na platformy PC, konsole i inne rodzaje urządzeń. Główne obszary działalności to gry typu mid-core dla doświadczonych graczy oraz gry casual do pobrania i gry f2p na platformy PC, Mac, iOS, Android, PlayStation, Xbox, portale społecznościowe i inne platformy.
Gry firmy sprzedały się w ponad miliardzie egzemplarzy w ponad 100 krajach i 10 językach.
Alawar wydaje w ciągu roku około 10-15 nowych gier typu casual i mid-core stworzonych przez wewnętrzne i zewnętrzne zespoły deweloperskie. Siedziba firmy znajduje się w Nowosybirsku. Alawar zatrudnia ponad 50 pracowników.
Od 2015 roku Alawar regularnie organizuje letnie staże dla studentów i świeżych absolwentów uczelni. W 2017 roku firma brała udział w tworzeniu i implementacji nowego programu studiów magisterskich w dziedzinie projektowania gier na Nowosybirskim Uniwersytecie Państwowym. Alawar przygotował program studiów i pomagał przy wyborze tematów i wykładowców.
Aby jeszcze bardziej wspierać kształcenie młodzieży, w 2019 roku firma przeprowadziła serię imprez edukacyjnych we współpracy z Nowosybirskim Liceum nr 176. W latach 2018–2019 firma gościła studentów nauk informatycznych, aby zapoznać ich z kompleksowym procesem tworzenia gier.

## Historia
- Firmę założyli w 1999 roku dwaj studenci Nowosybirskiego Uniwersytetu Państwowego, Aleksander Liskowski i Siergiej Zanin. Firma rozpoczęła działalność jako deweloper gier. Niedługo potem otworzyła dział wydawniczy. Alawar wydał dwie gry: Puzzle Rally[2] i Bubble Bobble Nostalgie[3].
- W 2001 roku wydana została Magic Ball, pierwsza gra typu arkanoid 3D, którą stworzyło studio Dream Dale z Irkucka. Gra okazała się popularna i Alawar wkroczył w etap gwałtownego rozwoju. Magic Ball została przetłumaczona na kilka języków i wdrożona na konsolę PlayStation i system iOS. Alawar wydał kilka dalszych części gry.
- Alawar rozpoczął tworzenie swojej własnej platformy do dystrybucji gier w 2003 roku. Firma rozpoczęła dystrybucję gier typu shareware pod sztandarem „casual”.
- W 2006 roku Alawar został jedną z pierwszych firm w Rosji, oferujących zakup swoich produktów płatnościami SMS[4].
- W 2008 roku zostały wydane pierwsze gry z serii Farm Frenzy i The Treasures of Montezuma. Do końca 2008 roku Alawar składał się z czterech ekip deweloperskich — Dream Dale, Stargaze, Five-BN oraz Friday's Games — a także nawiązał współpracę z Mail.ru, Rambler i Euroset.ru.
- W 2009 roku firma rozpoczęła tworzenie i przenoszenie gier na urządzenia mobilne, konsole do gier i portale społecznościowe. Gry uzyskały promocję w App Store, Google Play, PlayStation Network i innych dużych sklepach. W sierpniu 2009 roku Alawar podpisał porozumienie o współpracy z Olegiem Kuwajewem. W efekcie Alawar otrzymał wyłączne prawo do korzystania z marki Masyanya™ w grach do roku 2014[5].
- W 2010 roku Alawar wydał około 15 projektów na platformy iPhone i iPad. Gra The Treasures of Montezuma na system iOS stała się drugą najpopularniejszą grą na iPada i weszła do pierwszej dwudziestki gier na iPhone w Stanach Zjednoczonych.
- W 2011 roku Alawar rozwinął produkcję i skoncentrował się na wydawaniu gier na różne platformy, w tym na PC, Mac, iOS, Android i PSP Minis. W tym samym roku Alawar rozpoczął serię projektów w Technoparku w nowosybirskiej dzielnicy Akademgorodok. Projekty edukowały uczestników na temat zakładania studia gier oraz udzielały konsultacji z doświadczonymi deweloperami gier.
- W 2012 roku Alawar rozpoczął prace nad projektami free-to-play. W tym samym roku wydana została The Treasures of Montezuma Blitz na PS Vita. Dzięki temu Alawar został pierwszym niezależnym wydawcą gry z darmową dystrybucją i mikrotransakcjami na konsole Sony.
- W 2015 roku Alawar rozpoczął produkcję gier typu mid-core z przeznaczeniem na platformę Steam.
- W 2016 roku firma wydała Beholder. Gra ta starała się symulować życie w państwie totalitarnym. W tym samym roku Beholder wygrał nagrody Excellence in Game Design oraz Best Indie Game na konferencji gier niezależnych DevGAMM w Mińsku.
- Również w 2016 roku specjalny wewnętrzny zespół deweloperski firmy rozpoczął prace nad nowymi rodzajami projektów z wykorzystaniem VR oraz swoich własnych rozwiązań w zakresie oprogramowania. W efekcie powstała wirtualna gra horror Sammy, która po wydaniu została jedną z trzech najczęściej pobieranych gier na całym świecie i trafiła na listę najlepszych nowych gier z wykorzystaniem sprzętu VR.
- W 2017 roku firma wydała Distrust, strategię przygodową i symulator surwiwalowy osadzony na stacji arktycznej, gdzie doszło do niecodziennych wydarzeń. Wydany został także dodatek Blissful Sleep. Dodatek stanowił prequel do głównej gry. W dodatku znalazło się wiele postaci z oryginalnej kampanii.
- W 2018 roku Alawar we współpracy z hiszpańską Fictiorama Studios (Dead Synchronicity) wydali potężny projekt wydawniczy, Do Not Feed The Monkeys. Gra została nazwana „cyfrowym symulatorem podglądacza”. Imituje ona styl gier video z lat 1990., wykorzystując grafikę złożoną z pikseli i prymitywnych czcionek z minimalnymi udoskonaleniami.
- W tym samym roku firma wydała I am not a Monster, turową strategię taktyczną w stylu retro sci-fi. Gra szybko stała się popularna i zebrała pozytywne opinie na Steam.
- W 2018 roku została wydana Beholder 2. Chociaż gra dzieli ten sam świat z oryginałem, nie jest bezpośrednią kontynuacją tamtej historii.
- W 2019 roku Alawar stworzył i wydał Watchers, strzelankę free-to-play w stylu battle royale, a także Space Robinson, grę akcji hardcore z elementami rogue.

Alawar co rok wydaje 2-3 projekty mid-core. Po wydaniu na Steam, gry zostają przeniesione i rozpowszechnione na inne kanały i platformy.

## Obszary działalności

### Produkcja gier
Alawar produkuje gry od roku 1999.
- Gry mid-core. Są to bardziej zaawansowane, bardziej głębokie i mądrzejsze gry niż klasyczne gry casual, jednak nie dorównują skalą projektom AAA. Gry mid-core są zazwyczaj skierowane do doświadczonych graczy. Alawar wydaje co roku 2-3 projekty mid-core. Ważniejsze projekty to Beholder i Distrust.
- Gry casual na PC i MacBook. Jest to najdłuższa seria projektów Alawar. Firma wydała ponad 500 projektów w stylach time management (na czas), zagadki przygodowe z ukrytymi przedmiotami (HOPA) oraz gry „połącz 3” (match-3). Gry casual od Alawar są dostępne na platformy Windows i Mac OS (ponad 70 gier dostępnych w Mac App Store). Ważniejsze projekty to The Treasures of Montezuma, Farm Frenzy, The House of the 1000 Doors, i inne. Alawar tworzy te gry we współpracy z BigFishGames, GameHouse, WildTangent, iWin i innymi portalami gier casual.
- Gry mobilne. Od 2009 roku Alawar przenosi swoje gry na popularne platformy mobilne takie jak iOS, Android, Windows Mobile i inne. Firma wydaje też oryginalne gry (ShakeSpears!, Montezuma Blitz, Farm Frenzy: New Adventures itd.) oraz licencjonowane tytuły (Heroes War itd.) w formacie free-to-play na urządzenia przenośne.
- Gry na konsole. Od 2010 roku Alawar przenosi swoje projekty mid-core i casual na wszystkie obecne konsole i systemy operacyjne (PS, Nintendo Switch, Xbox, iOS, Android, itd.).
- Gry eksperymentalne (VR). Alawar posiada specjalny wewnętrzny zespół deweloperski, który tworzy projekty na systemy Samsung Gear VR, Google Daydream i Google Cardboard. W maju 2017 roku zespół wydał swoją pierwszą grę VR, Sammy, która została jedną z trzech najczęściej pobieranych gier na całym świecie i trafiła na listę najlepszych nowych gier z wykorzystaniem sprzętu VR. W roku 2020 działania firmy na polu VR zostały zawieszone.

### Wydawnictwo
Alawar zajmuje się wydawaniem gier od 1999 roku.
Dział wydawniczy współpracuje ze studiami gier i firmami z branży, aby produkować gry mid-core na różne platformy i wymieniać się doświadczeniami w produkcji i wydawaniu nowych projektów.
Obecnie Alawar współpracuje z ponad 30 firmami deweloperskimi. Zostało wydanych ponad 500 gier, w tym bestsellery takie jak Do Not Feed The Monkeys, Space Robinson i I am Not a Monster.
Firma współpracuje z niezależnymi deweloperami gier głównie z regionu Rosji i Europy Wschodniej. Obecnie Alawar współpracuje z ponad 30 firmami deweloperskimi. Wydano ponad 500 projektów.

### Dystrybucja
Alawar prowadzi sieć dystrybucji gier casual na Rosję i państwa WNP za pomocą strony Alawar.ru oraz programu afiliacyjnego z udziałem ponad 5 000 partnerów, w tym Mail.ru, Rambler.ru i innych.
Od 2004 roku strony Alawar i partnerów sprzedały ponad miliard egzemplarzy gier casual. Co miesiąc ze stron aktywnie korzysta ponad 16 milionów użytkowników.
Alawar bierze aktywny udział w branżowych konferencjach, m.in. GDC, CasualConnect, GameConnection, Gamescom, White Nights, DevGAMM i innych.

## Nagrody i osiągnięcia
- 2008 – Farm Frenzy została uznana za najlepszą grę casual podczas Game Developers Conference 2008[6]
- 2008 – Alawar wygrał nagrodę Runet Prize 2008[7], nagrodę państwową Federacji Rosyjskiej za wkład w rozwój segmentu internetowego w Rosji
- 2012 – Alawar znalazł się na 24. miejscu listy 30 rosyjskich firm internetowych Forbesa[8]
- 2012 – Alawar został uznany najlepszym wydawcą podczas Game Developers Conference[9]
- 2012 – The Treasures of Montezuma została uznana za najlepszy projekt casual podczas Game Developers Conference w Moskwie[9]
- 2016 – Beholder wygrał w kategoriach Excellence in Game Design i Best Indie Game podczas DevGamm Independent Games Conference[10]
- 2016 – Alawar uznany zwycięzcą Game Developers Conference Pitch w San Francisco
- 2017 – Beholder uznany za najbardziej kreatywną i oryginalną oraz najlepszą grę niezależną podczas Game Connection America Conference
- 2017 – Beholder uznana za jednego z 8 zwycięzców w kategorii Best in Play podczas Game Developers Conference
- 2017 – Alawar został oficjalnym sponsorem Siberia Game Dev Weekend Conference
- 2017 – Do Not Feed The Monkeys otrzymała kilka nagród: Najlepsza fabuła (DevGamm Conference, Minsk[11]), Największa innowacja (3DWire, Segovia), Najlepsza gra niezależna (FEFFS, Strasburg), Nagroda DevGamm (Get It! Conference, Odessa), Nagroda mediów (Indiecade Europe, Paryż)
- 2019 – Do Not Feed The Monkeys została finalistką Independent Games Festival (IGF) w kilku kategoriach: Innowacja w grach, Najlepszy design i Grand Prix